# Московсько-шведська війна (1590—1595)

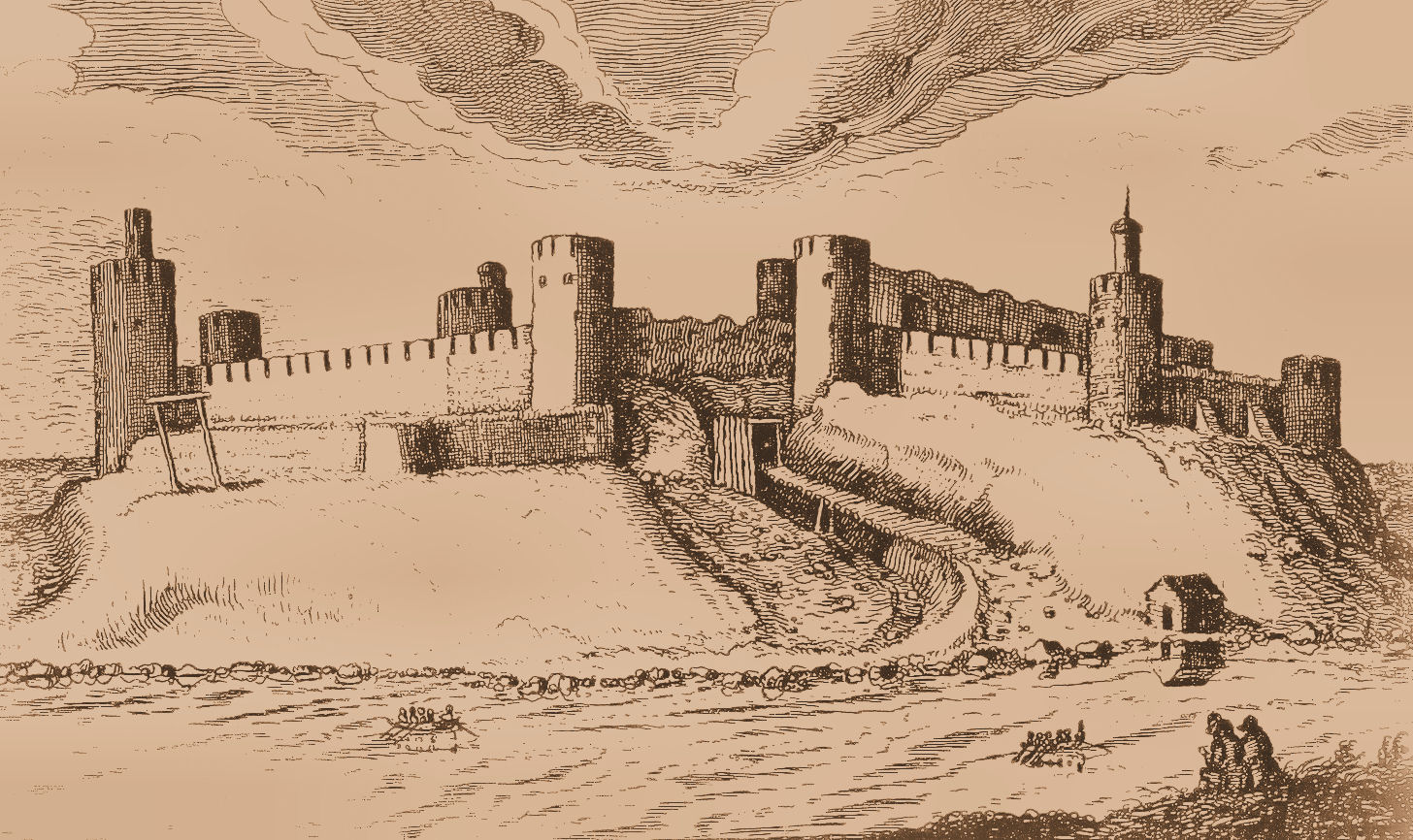
Івангородська фортеця в 1616 році.

Московсько-шведська війна 1590—1595 років — військовий конфлікт між Московським царством і Швецією за втрачені в роки Лівонської війни фортеці Нарву, Івангород, Ям (тепер Кингісепп), Копор'є і прилеглі території. У шведській і фінській історіографії — датою початку війни вважається 1570 рік і тому її називають як Двадцятип'ятирічна війна проти Росії (швед. 25-årskriget mot Ryssland) і Довга ворожнеча (фін. Pitkä viha).

## Передумови
Російський уряд Бориса Годунова намагався дипломатичними методами повернути захоплені Швецією в ході Лівонської війни землі в Прибалтиці (Нарва, Івангород, Ям, Копор'є) і Карелії (причому мирного договору з встановленням меж між Швецією і Росією укладено не було). Однак шведський король Юган III повертати землі відмовлявся і більше того — прагнув закріпити відібрані у російських території в складі Швеції новим договором. При цьому він сподівався на допомогу свого старшого сина Сигізмунда Вази, який після смерті Стефана Баторія зайняв польський престол і став в Речі Посполитій королем Сигізмундом III. Війна ставала неминучою, і діяти росіянам треба було швидко — поки Сигізмунд III не зміцнився на польському престолі.

## Бойові дії
Війна почалася з серії шведських нападів на прикордонні російські гарнізони. У відповідь росіяни почали збирати армію. Загальний збір військ і розподіл воєвод по полках провели в Новгороді 4 січня 1590 року. Всього армія налічувала близько 35 тисяч чоловік під загальним командуванням царя Федора Івановича. З Новгорода полки рушили до Яму, при цьому один загін під командуванням А. Писемського і Л. Хрущова був відправлений на облогу Копор'я. 27 січня 1590 року Ям здався російським військам, які підійшли. Шведський гарнізон (всього 500 осіб) здав місто без бою і за умовами капітуляції був відпущений до своїх. Після цього росіяни залишили в Ямі свій гарнізон, а решта армії рушила на Івангород і Нарву. Слідом за армією з Пскова вийшов обоз з облоговою артилерією.
Справжні бої почалися саме при Івангороді. 30 січня шведський загін в 4 тисяч чоловік (за іншими даними, 20 тисяч осіб) атакував вийшовший до міста російський передовий полк на чолі з Дмитром Хворостініном. Однак росіяни відбили атаку і виграли битву під Івангородом — шведам довелося відступити до міста Раквере. 2 лютого до Івангороду і Нарви вийшли головні сили російських військ, 5 лютого вони встановили облогову артилерію і почали обстріл обох фортець (див. Облога Нарви). 19 лютого росіяни пішли на штурм, але шведи змогли відбити напад, при цьому росіяни зазнали великих втрат. Відразу після невдалого штурму було відновлене масове бомбардування фортець, і вже на наступний день, 20 лютого, шведи запропонували укласти перемир'я. Умови перемир'я обговорювалися кілька разів, і кожен раз, коли шведи починали стояти на своєму, росіяни знову приймалися за обстріл фортець. Нарешті, перемир'я було підписано 25 лютого терміном на один рік. Весь час облоги і обстрілів шведський командувач генерал Г. Байєр збирав свої війська в районі Раквере. Російська кіннота своїми набігами тримала шведів на місці і в постійній напрузі.
Згідно з умовами перемир'я, протягом року сторони повинні були обговорити і узгодити мирний договір. Однак Юган III відмовився укладати мир на російських умовах. Час який був відведений на переговори шведи використовували для посилення своєї армії. Чисельність корпусу в Прибалтиці вони довели до 18 тисяч осіб, нерішучого Байєра відправили у відставку, а замість нього командувати призначили маршала К. Флемінга. Шведи порушили перемир'я в листопаді 1590 року. Вони спробували захопити Івангород, але їх напад було відбито. Переслідуючи втікаючих шведів, росіяни взяли в облогу Нарву, проте облога була знята за наказом з Москви — росіяни повернулися на вихідні позиції.
У грудні 1590 шведи намагалися невеликими загонами розоряти прикордонні російські землі. У січні 1591 на перехоплення 14-тисячного шведського війська, яке йшло до Копор'я, вийшли російські загони з Тесово і Орєшка. Бої навколо Копор'я йшли три тижні, в результаті шведів прогнали. Влітку 1591 шведам в бою під Гдовом вдалося розбити один з російських загонів і взяти в полон воєводу Долгорукова.
Основні сили Російської держави в цей час були зайняті відбиттям набігу кримського хана Гази II Гірея на Москву. Скориставшись цим, шведи почали війну на території північних волостей Росії. Їх війська дійшли до Білого моря, захопили Печенгський монастир, розорили околиці Кольської остроги і землі Соловецького монастиря (хоча ні сам острог, ні Соловки їм взяти так і не вдалося). У відповідь на це росіяни послали до Соловецького монастирю великий загін під командуванням братів Волконських, який разом з місцевим ополченням прогнав шведів. В якості відплати російські війська перейшли кордон і розорили шведські волості Олой, Ліінелу, Сиг.
Масштабні бойові дії російських в Естляндії і Карелії поновилися після розгрому татарського набігу. У грудні 1591 з Москви вийшло військо з шести полків. По дорозі його посилили козаками і кінними стрілецькими сотнями. 30 січня 1592 російські підійшли до Виборгу і були атаковані шведським гарнізоном. Однак шведи не витримали контратаки одного з російських полків, і бігли назад до фортеці. За тиждень росіяни розорили округу Виборга і вийшли до Кексгольму (Кореле). Зруйнувавши округу Кексгольма, росіяни в лютому вийшли до Орєшка. На північному ТВД в січні 1592 з Сумського острогу (що належав Соловецькому монастирю) вийшов загін воєводи Волконського з польовою артилерією, — розоривши прикордонні шведські райони, він повернувся назад. У відповідь шведи напали на Сумський острог влітку, але Волконський чекав їх, був готовий і розгромив їх.
20 січня 1593 року в Івангороді росіянами і шведами було укладено перемир'я на два роки. Однак в березні 1594 шведи порушили його і кілька разів нападали на російські прикордонні райони. Уряд Годунова на той час вже прагнув укласти мир і тому не став влаштовувати дій у відповідь. 9 листопада 1594 року в селі Тявзино поруч з Івангородом почалися мирні переговори. Вони йшли досить довго — мир був підписаний аж 18 травня 1595 року.

## Закінчення війни
Війна закінчилася підписанням Тявзинського миру (зустрічається також написання «Тейсінскій»), підписаним в селищі Тявзине (Тейсіно, шведське найменування селища — Teusina) в 1595 році. Росіяни визнали права Шведського королівства на князівство Естляндське і відмовлялися від використання лісів у внутрішній Фінляндії. Шведи погодилися повернути Росії фортецю Кексгольм з повітом і визнали відійшовшими до Російського царства міста, взяті (звільнені) російськими військами на початку війни — Ям, Івангород, Копор'є (захоплені Швецією у Росії в ході Лівонської війни), крім того, Орєшок (Нотебург) і Ладога були також визнані російськими і також повернуті Росії. Кордон між Росією і Швецією, встановлений згідно з Тявзинським миром, вперше був визначений до самого Баренцева моря і встановив кордони держав після Лівонської війни 1558—1583 років. В результаті встановлення нового кордону північна частина Балтійського моря стала по суті внутрішнім шведським морем.

## Дубинна війна
Одним з наслідків війни стала так звана Дубинна війна — селянське повстання в Фінляндії, що почалося в 1596 році. Важке становище селян в значній мірі було обумовлено діючою при Флемінгу постойною повинністю (військовим постоєм), яка продовжилася навіть після того, як був підписаний мирний договір з Росією: Флемінг посилався на те, що питання з кордонами ще до кінця не вирішене, але було очевидно, що справжня мета підтримки військ в бойовій готовності полягає в підготовці до відбиття можливого вторгнення до Фінляндії військ герцога Карла Седерманландського (майбутнього короля Швеції Карла IX). У 1597 році повстання було придушене, його керівники на чолі з Яакко Іллкой були схоплені і страчені.